# Liste der Naturdenkmale in Schlangenbad
Die Liste der Naturdenkmale in Schlangenbad nennt die auf dem Gebiet der Gemeinde Schlangenbad im Rheingau-Taunus-Kreis gelegenen Naturdenkmale.

## Naturdenkmale
| Bild            | Bezeichnung                             | Ortsteil, Lage                                   | Beschreibung | Art           | Nr.   |
| --------------- | --------------------------------------- | ------------------------------------------------ | ------------ | ------------- | ----- |
| BW              | Waldbiotop „Wilde Frau“                 | Schlangenbad 50° 5′ 35,4″ N, 8° 5′ 18″ O         |              | Biotop        | 13/1  |
| BW              | Baumbestand an der evangelischen Kirche | Bärstadt 50° 6′ 9,7″ N, 8° 4′ 25″ O              |              | Baumbestand   | 13/4  |
| Fotos hochladen | Eiche                                   | Georgenborn 50° 5′ 16,8″ N, 8° 6′ 57,4″ O        |              | Eiche         | 13/5  |
| BW              | zwei Linden                             | Wambach 50° 6′ 58,8″ N, 8° 5′ 45,1″ O            |              | Linde         | 13/6  |
| Fotos hochladen | Kuckucksley                             | Wambach 50° 6′ 15,6″ N, 8° 6′ 3,5″ O             |              | Felsformation | 13/8  |
| BW              | Klinkert-Buchen                         | Hausen vor der Höhe 50° 5′ 28,9″ N, 8° 3′ 7,8″ O |              | Buchen        | 13/11 |